# Al-Haq
Al-Haq (arabisch الحق, DMG al-Ḥaqq; wörtlich übersetzt „das Recht“; auf Englisch auch unter dem Namen „Law in the Service of Man“ bekannt) ist eine palästinensische Menschenrechtsorganisation. Sie wurde 1979 von Rechtsanwälten gegründet und hat ihren Sitz in Ramallah. Al-Haq hat es sich zur Aufgabe gemacht, Menschenrechtsverletzungen zu dokumentieren, unabhängig von der Herkunft der Täter. Sie wird von Shawan Jabarin geleitet.

## Geschichte
Al-Haq wurde 1979 gegründet und hat seinen Hauptsitz in Ramallah. Al-Haq hat sich unter anderem dafür eingesetzt, dass sich Unternehmen wie Siemens oder Bombardier nicht am Bau des Jerusalem Light Rail durch die besetzen palästinensischen Gebiete beteiligen.
Im Oktober 2021 stufte Israel Al-Haq neben fünf weiteren Organisationen, u. a. der Defence for Children International Palestine, als Terrororganisation ein. Sie soll verdeckt für die Volksfront für die Befreiung Palästinas tätig gewesen sein, von deren Vertretern kontrolliert werden und humanitäre Hilfsgelder für die Finanzierung der Terrororganisation zu verwenden. Al-Haq bestritt die Vorwürfe. Israel legte keine Belege für diese Aussagen vor. Amnesty International und Human Rights Watch kritisierten den Schritt als einen Angriff auf die internationale Menschrechtsbewegung. Das Menschenrechtsbüro der Vereinten Nationen zeigte sich alarmiert. Die USA und EU, die nicht vorab informiert waren, forderten von der israelischen Regierung weitere Informationen an. Im November 2021 teilte der irische Außenminister Simon Coveney mit, dass weder Irland noch der Europäischen Union Beweise für die israelischen Behauptungen trotz mehrfacher Nachfrage vorgelegt wurden. De facto hat Israel die Arbeit der betroffenen Organisationen vor Ort unmöglich gemacht, was von einigen Beobachtern als das eigentliche Ziel der Einstufung gesehen wird.

## Auszeichnungen
- 1989: Carter-Menil-Award für Menschenrechte (gemeinsam mit B’Tselem)
- 1994: Prix des Droits de l’homme de la République française
- 2009: The Geuzen Medal (zusammen mit B’Tselem)
- 2011: PL Award, Dänemark (zusammen mit B’Tselem)[8]
- 2018: Prix des Droits de l’homme de la République française
- 2019: Human Rights and Business Award[9]
- 2022: Bruno-Kreisky-Preis für Verdienste um die Menschenrechte[10]